# Liste der Abgeordneten zum Tiroler Landtag (Gefürstete Grafschaft, III. Wahlperiode)
Diese Liste der Abgeordneten zum Tiroler Landtag (Gefürstete Grafschaft, III. Wahlperiode) listet alle Abgeordneten zum Tiroler Landtag im Kronland der Gefürsteten Grafschaft Tirol (Österreich-Ungarn) in dessen III. Wahlperiode auf. Die Angelobung der Abgeordneten erfolgte am 20. August 1870, wobei der Landtag 68 Abgeordnete umfasste. Dem Landtag gehörten dabei 10 Vertreter des Großgrundbesitzes, 3 Vertreter der Handelskammer, 13 Vertreter der Städte und Orte und 34 Vertreter der Landgemeinden. Hinzu kamen sieben Virilstimmen und die Stimme des Rektors der Universität Innsbruck. Die Wahlperiode bestand aus lediglich einer Session, die vom 20. August 1870 bis zum 13. September 1870 dauerte.

## Landtagsabgeordnete
Die Tabelle enthält im Einzelnen folgende Informationen:
| Name:        | Name des Abgeordneten |
| Wahlklasse:  | Die dem Klassenwahlrecht entsprechende Wahlklasse bzw. Kurie: I. Wahlklasse = Virilstimmen, Geistliche und Rektor der Universität Innsbruck; II: Adelige des großen Grundbesitzes; III: Handels- und Gewerbekammer; IV: Zensuswahlklasse unterteilt nach Städten/Orten bzw. Landgemeinden; |
| Region:      | Die im Wahlbezirk enthaltenen Städte oder Stadtteile (Stadtwahlbezirke) bzw. Gerichtsbezirke (Landgemeindewahlbezirke) oder Sitze der Bischöfe bzw. Klöster (Wahlbezirke der Fürsterzbischöfe und Prälaten)                                                                                |
| Anmerkungen: | Veränderungen während der Periode durch Tod, Mandatsverzicht oder spätere Angelobung |

| Name                               | Wahl- klasse                  | Region                                                                             | Anmerkung |
| ---------------------------------- | ----------------------------- | ---------------------------------------------------------------------------------- | --------- |
| Ballardini Simon                   | Landgemeinden                 | Tione, Condino, Stenico                                                            |           |
| Bertagnolli Casimir                | Landgemeinden                 | Cavalese, Fassa, Primiero                                                          |           |
| Bidermann Hermann                  | Universität Innsbruck         |                                                                                    |           |
| Blaas Florian                      | Städte und Orte               | Innsbruck                                                                          |           |
| Bontempelli Anton                  | Landgemeinden                 | Cles, Male, Fondo, Mezzolombardo                                                   |           |
| Boscarolli Alois                   | Städte und Orte               | Trient                                                                             |           |
| Bossi-Fedrigotti Wilhelm von       | Adeliger großer Grundbesitz   |                                                                                    |           |
| Brader Cölestin                    | Fürsterzbischöfe und Prälaten | Äbte von Wilten, Stams und Fiecht                                                  |           |
| Brugger Kaspar                     | Landgemeinden                 | Lienz, Windischmatrei, Sillian                                                     |           |
| Bussa Carl                         | Städte und Orte               | Levico, Pergine und Borgo                                                          |           |
| Ciani Johann von                   | Landgemeinden                 | Trient (Umgebung), Lavis, Cembra, Civezzano, Bezzano, Pergine                      |           |
| Dietl Josef                        | Landgemeinden                 | Meran, Schlanders, Glurns, Passeier, Lana                                          |           |
| Dipauli Anton von                  | Städte und Orte               | Meran, Glurns, Kaltern und Tramin                                                  |           |
| Eiterer Wendelin                   | Landgemeinden                 | Landeck, Ried, Nauders                                                             |           |
| Esterle Alois                      | Landgemeinden                 | Cavalese, Fassa, Primiero                                                          |           |
| Figarolli Fedele                   | Städte und Orte               | Rovereto                                                                           |           |
| Fiori Liborio Josef                | Landgemeinden                 | Borgo, Strigno, Levico                                                             |           |
| Gasser Vinzenz                     | Fürsterzbischöfe und Prälaten | Fürsterzbischof von Brixen                                                         |           |
| Gilli Martin                       | Landgemeinden                 | Rovereto, Rogaredo, Mori, Riva, Ala, Arco, Val di Ledro                            |           |
| Giovanelli Ignaz                   | Landgemeinden                 | Bozen (Umgebung), Neumarkt, Kaltern, Sarnthal, Kastelruth, Klausen                 |           |
| Giovanelli Paul                    | Landgemeinden                 | Meran, Schlanders, Glurns, Passeier, Lana                                          |           |
| Goldegg Hugo von                   | Adeliger großer Grundbesitz   |                                                                                    |           |
| Graf Friedrich                     | Landgemeinden                 | Bruneck, Taufers, Welsberg, Buchenstein, Enneberg, Ampezzo                         |           |
| Grazioli Josef                     | Landgemeinden                 | Trient (Umgebung), Lavis, Cembra, Civezzano, Bezzano, Pergine                      |           |
| Grebmer Eduard von                 | Adeliger großer Grundbesitz   |                                                                                    |           |
| Greuter Josef                      | Landgemeinden                 | Landeck, Ried, Nauders                                                             |           |
| Haraßer Johann                     | Landgemeinden                 | Kitzbühel, Hopfgarten                                                              |           |
| Harum Peter                        | Handels- und Gewerbekammer    | Innsbruck                                                                          |           |
| Hofer Andreas von                  | Adeliger großer Grundbesitz   |                                                                                    |           |
| Hußl Otto                          | Städte und Orte               | Hall, Rattenberg, Kitzbühel, Kufstein und Schwaz                                   |           |
| Ingram Johann                      | Adeliger großer Grundbesitz   |                                                                                    |           |
| Irschara Dominikus                 | Fürsterzbischöfe und Prälaten | Äbte von Marienberg, Neustift und Gries                                            |           |
| Kemenater Anton                    | Landgemeinden                 | Bozen (Umgebung), Neumarkt, Kaltern, Sarnthal, Kastelruth, Klausen                 |           |
| Kofler Johann                      | Städte und Orte               | Brixen, Sterzing, Klausen, Bruneck, Lienz und Innichen                             |           |
| Köfler Franz                       | Landgemeinden                 | Lienz, Windischmatrei, Sillian                                                     |           |
| Lorenz Benedikt                    | Landgemeinden                 | Innsbruck (Umgebung), Mieders, Steinach, Telfs                                     |           |
| Marchetti Jakob                    | Landgemeinden                 | Tione, Condino, Stenico                                                            |           |
| Marchetti Prospero                 | Städte und Orte               | Riva, Ala, Arco und Mori                                                           |           |
| Mayr Josef                         | Landgemeinden                 | Rattenberg, Kufstein, Fügen, Zell                                                  |           |
| Melchiori Josef                    | Adeliger großer Grundbesitz   |                                                                                    |           |
| Meneguzzi Johann                   | Landgemeinden                 | Rovereto, Rogaredo, Mori, Riva, Ala, Arco, Val di Ledro                            |           |
| Mörl Heinrich von                  | Adeliger großer Grundbesitz   |                                                                                    |           |
| Nardelli Celeste                   | Landgemeinden                 | Cles, Male, Fondo, Mezzolombardo                                                   |           |
| Onestinghel Cäsar                  | Landgemeinden                 | Kitzbühel, Hopfgarten                                                              |           |
| Ostheimer Franz                    | Landgemeinden                 | Brixen, Sterzing                                                                   |           |
| Ottenthal Franz von                | Adeliger großer Grundbesitz   | Taufers                                                                            |           |
| Perugini Johann                    | Städte und Orte               | Mezzolombardo, Cles, Fondo, Lavis und Cavalese                                     |           |
| Petzer Anton                       | Landgemeinden                 | Bruneck, Taufers, Welsberg, Buchenstein, Enneberg, Ampezzo                         |           |
| Prato Johann von                   | Städte und Orte               | Trient                                                                             |           |
| Probizer Franz                     | Handels- und Gewerbekammer    | Rovereto                                                                           |           |
| Rapp Franz                         | Landgemeinden                 | Hall, Schwaz                                                                       |           |
| Rapp Johann                        | Landgemeinden                 | Rattenberg, Kufstein, Fügen, Zell                                                  |           |
| Riccabona-Reichenfels Benedikt von | Fürsterzbischöfe und Prälaten | Fürsterzbischof von Trient                                                         |           |
| Riccabona-Reichenfels Julius von   | Landgemeinden                 | Hall, Schwaz                                                                       |           |
| Sartorelli Egid                    | Landgemeinden                 | Borgo, Strigno, Levico                                                             |           |
| Scari Gilbert von                  | Adeliger großer Grundbesitz   |                                                                                    |           |
| Speckbacher Franz                  | Landgemeinden                 | Silz, Imst, Reutte                                                                 |           |
| Stadler Franz                      | Landgemeinden                 | Innsbruck (Umgebung), Mieders, Steinach, Telfs                                     |           |
| Streiter Josef                     | Handels- und Gewerbekammer    | Bozen                                                                              |           |
| Strosio Andreas                    | Fürsterzbischöfe und Prälaten | Erzpriester von Rovereto und der Probst von Arco                                   |           |
| Tamerl Johann                      | Städte und Orte               | Imst, Vils, Reutte und Landeck                                                     |           |
| Tarnoczy Maximilian von            | Fürsterzbischöfe und Prälaten | Fürsterzbischof von Salzburg                                                       |           |
| Tarnoczy Wilhelm von               | Fürsterzbischöfe und Prälaten | Fürsterzbischof von Salzburg                                                       |           |
| Thaler Joseph                      | Fürsterzbischöfe und Prälaten | Pröbste von Bozen und Innichen mit dem Land-Commenthur des deutschen Ritter-Ordens |           |
| Wieser Josef                       | Landgemeinden                 | Brixen, Sterzing                                                                   |           |
| Wildauer Tobias                    | Städte und Orte               | Innsbruck                                                                          |           |
| Wolf Anton                         | Landgemeinden                 | Silz, Imst, Reutte                                                                 |           |
| Wolkenstein Arthur                 | Adeliger großer Grundbesitz   |                                                                                    |           |
| Würzer Julius                      | Städte und Orte               | Bozen                                                                              |           |